# Juan Mayordomo
Juan Mayordomo (lugar sin determinar, siglo XVI–Pedro Muñoz, siglo XVI † ), era un campesino y acabó convirtiéndose en el refundador y alcalde de Pedro Muñoz (actualmente en la provincia de Ciudad Real) en el año 1525. Era natural de Valera de Abajo, más tarde emigró a Cervera del Llano (Cuenca), villa perteneciente al Marquesado de Villena.

## Abandono de Cervera del Llano
Se enfrentó al Señor que el Marqués de Villena tenía en esa villa para control y dirección de la misma. Juan tenía un gran sentido de la justicia por lo que consideraba elevados e injustos los tributos que querían imponer en el pueblo. El resultado del enfrentamiento trajo como consecuencia dos vías posibles para los vecinos del lugar, el cumplimiento en el pago de los tributos o la expulsión. Prefirió marcharse con su familia antes que quedarse en aquel pueblo gobernado por la tiranía.
Se trasladó a Villamayor de Santiago, también llamado "Las Chozas", villa perteneciente a la Orden de Santiago, hasta que decidieran el futuro familiar. Su esposa se llamaba María de los Ángeles y tenían tres hijos, Juan, Miguel y Francisco. Allí se encontró con un familiar suyo que le habló de un pueblo abandonado en 1410 llamado Pedro Muñoz y le dijo que el terreno era muy fértil (según oyó decir a su abuelo y a su padre), pero que allí la gente moría a consecuencia de las enfermedades que provocaban unas lagunas que se desecaban. 
Poco a poco Juan fue madurando la idea de trasladarse a Pedro Muñoz. Una vez tomada la decisión de ir hacia esa tierra fértil y despoblada se lo comunicó a su familia que al principio no quedaron muy convencidos.

## El viaje al pueblo con nombre de "hombre"
Abandonaron "Las Chozas" y se dirigieron hacia allí, en dos días llegaron, a su paso por La Mota (actual Mota del Cuervo), le desanimaron al preguntar por este lugar abandonado y peligroso de habitar.
Vieron la ermita y las ruinas de las casas circundantes, por lo que decidieron preguntar a los agricultores que trabajaban terrenos cercanos para averiguar la historia de aquel lugar. A un kilómetro más allá en un promontorio divisaron construcciones abandonadas. Decidieron tomar como vivienda la mejor conservada hasta que hicieran una nueva por si al final pensaban quedarse.
Juan con sus dos hijos mayores, por entonces Juan tenía diez años y Miguel nueve años, dieron una vuelta para reconocer el terreno. Se dieron cuenta de que la caza era abundante debido a las vegas y las dehesas cercanas. Francisco, por entonces, tan solo contaba cinco años para poder ayudarles.
La familia trabajó con empeño y sin descanso y en poco tiempo transformaron el lugar dándole de nuevo vida. Pensaba ir a comentárselo a sus familiares para que corrieran la voz, pero elegiría una época de poco trabajo para que no le vieran los agricultores, que empezaban a resultarle poco grato.
El día elegido para el viaje era gélido a esas horas de la madrugada. Tardó tres días en volver trayendo la noticia de que sus familiares se encargarían de correr la voz por los pueblos, con objeto de que acudiesen nuevos pobladores anunciando que había buena tierra y abundante. 
Al parecer surtió efecto ya que al poco tiempo acudió una familia de un matrimonio y su hijo, el padre se llamaba Asensio García y venían desde Beteta. Escogieron una casa próxima a la de Juan. 
Poco a poco fueron llegando Juan Ortiz, de Villamayor de Santiago "Las Chozas"; Pedro Delgado de Villarrubio; Alonso Galán de Tarancón; Pedro Ortiz de Zárate; Alonso López de Tarancón; y Alonso de Ayuso, Miguel Monedero, Andrés Calleja, Francisco de Yuste y Benito Valera, de otros pueblos no determinados y algunos más que se desconocen. 
Estos nuevos pobladores fueron el nuevo cimiento en el que se refundó Pedro Muñoz. Juan Mayordomo haría las veces de alcalde desde 1525.

## Alcalde de Pedro Muñoz
Se convirtió en el primer alcalde tras el abandono de la villa en 1410. En 1525 la aldea ya contaba con 27 vecinos y pagaban los diezmos al Comendador de Campo de Criptana. Al no estar ellos de acuerdo con ello Juan Mayordomo presentó un pleito en nombre del concejo que presidía, sobre los diezmos de pollos, ansarones, teja y tinaja, con fecha de 10 de junio de 1525.
Los vecinos de la Mota (actual Mota del Cuervo), El Toboso, Socuéllamos y Campo de Criptana iban por la noche a destruir las casas que construían los nuevos pedroteños por el día. Las primeras en caer serían las de Juan y Asensio donde las obras estaban más avanzadas. Decidieron entonces acudir a los Tribunales de Ocaña, Toledo, Ávila y Madrid solicitando el Título de villa y la facultad de poblar. Pero los Concejos de estos pueblos presentaron pleito para evitar esta concesión, fallando a favor de Pedro Muñoz. Y así el 10 de agosto de 1531 la emperatriz y reina Doña Isabel, esposa de Carlos I se le concedía a este pueblo ya formado el Privilegio de Villa.
Esto llenó de júbilo y alegría para los habitantes del pueblo y de su alcalde Juan, pero un suceso cortó esta alegría de golpe, la hija más pequeña, María de los Ángeles, la primera que nació en la aldea tras la repoblación había fallecido. 
Juan Mayordomo a pesar de este duro golpe continuó adelante gobernando el lugar muchos años más:
- En 1531 presenta un pleito contra El Toboso y demás pueblos para que les dejasen usar la Dehesa y Ejido condejiles, como antes lo hacían los antiguos pedroteños. Se ganó este pleito, que firmó el Rey don Carlos en Ávila el 11 de agosto de 1531.
- En 1533 se sostuvo otro pleito con los mismos pueblos para que devolviesen las viñas que un día fueron de Pedro Muñoz.
- En 1535 los vecinos de El Toboso se quejan de que vecinos de Pedro Muñoz no les devuelven unos carros, unas cabras y otras cosas. A lo que Juan Mayordomo escribe al Rey diciéndole que dichos vecinos se niegan a pagar una provisión por tener casas y tierras en su término, y que esas prendas están tomadas en virtud de dicha provisión.
- En 1536, el Rey Carlos I concede licencia para hacer un repartimiento de 51.700 maravedís entre sus vecinos, con objeto de construir un Mesón y un horno. Dice así:

Conviene que el dicho Mesón se haga en la Plaza de esa villa, cerca del pozo que es donde pasan las carreras junto a una casa de Francisco Muñoz y el dicho horno a espaldas de las casas de Juan Reillo, que son los lugares y partes más convenientes donde se pueden hacer y con menos perjuicio.

- En 1544 se nombra cura de dicha villa al Licenciado Diego Mexía, curato anexo a Miguel Esteban, sirviendo en esta villa Alonso Ximénez.

- En 1551 hay una provisión real para llevar a cabo una información (una inspección) en esta villa sobre repartimiento que desea hacer el Concejo, pues al tener poca vecindad tienen necesidad de dar salario en cada año al médico, barbero y herrero, que de otra manera no estarían ni residirían en la dicha villa. Autorizan al Concejo para que haga un repartimiento de doce mil maravedís cada año.

Se había conseguido la confirmación del Privilegio de Villa con fecha 19 de febrero de 1552, en el Capítulo General de la Orden de Santiago, celebrado en Madrid y esto animó a Juan al año siguiente en dejar el cargo de Alcalde a su hijo Miguel, él además estaba cansado, y no muy bien de salud, pero seguiría con algo de actividad asesorando a su hijo en todo momento hasta su muerte, que no hay noticia de su fecha.
Su hijo Juan se había casado con María Contreras y no tenían descendencia. Francisco se casó con Isabel López y habían tenido dos hijos. Dos nietos que alegraron la vida a Juan que se dejó la piel para sacar adelante a la villa y que sin lugar a dudas el actual Pedro Muñoz probablemente no hubiera existido si no hubiera sido por su coraje y valentía.